# Parafili
Parafili (av grekiska para "utanför", "mot" och philia "kärlek", "vänskap"), eller tidigare perversion, är en benämning på en socialt oaccepterad och/eller psykisk avvikelse från den sexuella normen; det involverar en avvikande fantasi eller handling som syftar till att uppnå sexuell stimulans och tillfredsställelse. Det är framför allt en psykologisk och socialpolitisk term, vilken fastän den alltjämt brukas är ifrågasatt. En snarlik term för ett okonventionellt sexuellt intresse är kink.

## Parafili inom psykologin
Parafili är en övergripande term som används i de internationella psykiatriska klassifikationerna DSM-V och ICD-10, och därmed ett medicinskt begrepp för en psykisk störning. För att det ska vara en störning krävs att läggningen tagit sig så stora proportioner att det blivit ett psykiskt behov och att den varat i mer än sex månader. Objektet för parafilin kan bytas ut mot ett annat, eller uppträda i kombination, så som är fallet med sadomasochism. Huruvida socialt accepterade eller kulturellt betingade parafilier ska bedömas som en psykisk störning hos den enskilde är omtvistat.
Traditionellt delas parafilierna in i två grupper: sexuell åtrå av objekt vilka flertalet människor inte anser vara upphetsande, samt ett sexuellt beteende som är avvikande. Dessa symtom behöver inte levas ut för att definieras som en störning utan det är i hur hög grad människans liv påverkas som är avgörande. Detta kan uppskattas i till exempel hur mycket parafilin kostar ekonomiskt, samt hur det påverkar kontakten med andra människor och partnerrelationer. Parafilier kan uppträda tillsammans med andra psykiska störningar.
Vad som uppfattas som parafili är i vissa fall socialt och kulturellt betingat, och är ibland bestämt av dels vad som uppfattas som norm, dels av vad avvikelser anses bero på. Vad som är ett sexualbrott skiljer sig också åt i olika samhällen, och korresponderar delvis med uppfattningen om vad som är en parafili. Parafilier kan även vara brottsliga enligt andra rubriceringar om de levs ut (brott mot allmän ordning, förargelseväckande beteende etcetera). För att vara en brottslig handling i den sekulariserade västvärlden krävs att utlevelsen av parafilin inskränker på någon annan människas rättigheter. Därför uppfattas parafilier som fetischism som mera oförargliga än till exempel exhibitionism. I religiösa samhällen är det i stället religiösa tabun som avgör, vilket leder till att handlingen bedöms som sådan, i stället för att se den i relation till samhället och andra individer.
Inom den medicinska vetenskapen finns flera konkurrerande förklaringar till hur parafilier uppkommer, till exempel klassisk betingning och trauman under barndomen. Parafilier är vanligare bland män än kvinnor, varför testosteron ibland antagits vara en orsak. Att det är fler män som är drabbade av störningen kan också bero på olika rådande könsroller och att det finns olika förväntningar på män och kvinnor i samhället. Det finns ingen kausalitet mellan testosteron och parafili. 

### Exempel på parafilier
| Parafili      | Beskrivning                                                                                              | Etymologi                                                            |
| ------------- | --- | -------------------------------------------------------------------- |
| Axillism      | Att tända på sexuell aktivitet i någons armhåla.                                                         |                                                                      |
| Bröstfixering | Sexuellt intresse främst för kvinnans bröst.                                                             |                                                                      |
| Exhibitionism | Önskan att visa sig naken inför främmande människor.                                                     |                                                                      |
| Fetischism    | Sexuellt intresse koncentreras på en kroppsdel eller ett föremål som inte normalt anses sexuellt laddat. | Härlett av ordet fetisch, ursprungligen av port. feitiço, "amulett". |
| Klysmafili    | Att bli sexuellt upphetsad av att få lavemang.                                                           |                                                                      |
| Koprofili     | Attraktion till avföring.                                                                                | Från lat. coprophilia, även från gr. kopros (exkrementer).           |
| Kronofili     | Samlingsnamn för de olika parafilier som fokuserar på partnerns ålder.                                   | Av gr. chronos = tid, ålder.                                         |
| Kronofili     | Pedofili: En vuxen människas sexuella dragning till förpubertala barn.                                   | Av gr. pais, genitiv paidos, "barn".                                 |
| Kronofili     | Hebefili: Sexuellt dragning av vuxna människor till barn/ungdomar i puberteten.                          | Av Hebe.                                                             |
| Kronofili     | Efebofili: Sexuell dragning till efterpubertala tonåringar.                                              | Av efeb.                                                             |
| Kronofili     | Gerontofili: Sexuell dragning till äldre människor.                                                      | Av gr. geron, 'gammal man'.                                          |
| Nekrofili     | Sexuell dragning till döda människokroppar.                                                              | nylat. necrophilia, av gr. nekros "död".                             |
| Sadomasochism | Ett förhållande innehållande sadism och masochism.                                                       |                                                                      |
| Urolagni      | När urin eller urinering medför sexuell upphetsning.                                                     |                                                                      |
| Voyeurism     | Upphetsning av att iakttaga främlingars sexuella umgänge eller nakenhet.                                 |                                                                      |
| Zoofili       | Känslomässig och sexuell dragning till djur.                                                             |                                                                      |

## Parafilier och sexuell läggning
Vissa anser att parafilier inte har något med sexuella läggningar att göra då exempelvis en pedofil kan vara såväl hetero- som homo- eller bisexuell. Andra använder sexuell läggning som en term som fångar upp mer än HBT-normen och inkluderar därmed många av parafilierna. Tidigare har homosexualitet ansetts vara en parafili, vilket enligt amerikanska psykologförbundet kan förklaras med samhällets värderingar och brister i forskningen – den äldre forskningen om homosexuella var koncentrerad till personer som gick i terapi och dylikt, vilket gav förvanskade resultat.